# فلورانس کندی
فلورانس کندی (به انگلیسی: Florynce Kennedy) از ۱۱ فوریه ۱۹۱۶ تا ۲۲ دسامبر ۲۰۰۰ وکیل، فعال و مدافع حقوق مدنی و یکی از چهره‌های شاخص فمینیسم بود.

## کودکی
وی زاده شهر کانزاس سیتی در یک خانواده آمریکایی آفریقایی تبار بود، پدر او باربر بود که بعدتر در زمینه تاکسی‌رانی فعالیت داشت.
کودکی او در یک محله عمدتاً سفید پوست و در حالی سپری شد که تبعض‌های نژادی اعمال می‌شد، او توانست تحصیلات اولیه خود را با نمرات عالی به پایان برساند و سپس همراه به خواهرش به نیویورک رفت.

## تحصیلات
فلورانس کندی در سال ۱۹۴۲ تحصیلات خود را در زمینه حقوق در دانشگاه کلمبیا آغاز کرد، با این حال در سال ۱۹۴۸ رد صلاحیت شد، خود او دلیل این امر را به نقل از یکی از مسئولین اینطور بیان می‌کند: «من نه به دلیل سیاه بودنم، بلکه به دلیل زن بودنم رد صلاحیت شدم».

## فعالیت‌ها
او در سال ۱۹۵۱ از دانشکده حقوق فارغ‌التحصیل شد، در سال ۱۹۵۴ دفتر خود را تأسیس کرد و به فعالیت در زمینه پرونده‌های خانوادگی و پرونده‌های جنایی پرداخت. وی همچنین یکی از اعضای جوان دموکرات بود.
فلورانس کندی در طول زندگی خود همواره یکی از چهره‌های فعال برای فمینیسم و حقوق مدنی بود و با موارد قانونی بسیاری در این زمینه در ارتباط بود. همچنین او یکی از دوستان و نزدیکان گلوریا استاینم یکی دیگر از فعالان جنبش فمینیسم بود.